# 沙莱斯·马蒂森
沙莱斯·马蒂森（挪威語：Charles Mathiesen，1911年2月12日—1994年11月7日），挪威男子速度滑冰运动员。他曾代表挪威获得1936年冬季奥运会速度滑冰比赛男子1500米金牌。他也参加了1948年冬季奥运会。